# Ганза (корабель, 1899)
«Ганза» (Hansa) — шведське пасажирське судно, затоплене радянським підводним човном під час Другої світової війни.
«Ганза» була спущена на воду 1899 року й ходила між материковою частиною Швеції та містом Вісбю. У 1944 році її торпедував радянський підводний човен Л-21, хоча судно було цивільним, а Швеція — нейтральною країною. 84 пасажири загинули, 2 врятувались. Рештки судна лежать в Балтійському морі на глибині 100 м.

## Історія й загибель
«Ганза» — пасажирський пароплав, побудований у Стокгольмі в 1899 році для Ångfartygs AB Gotland з міста Вісбю на острові Готланд. «Ганза» була кораблем преміумкласу й мала їдальню на 40 осіб. Крім плавання між материковою частиною Швеції та Вісбю, вона в 1930-ті роки також заходила в ряд інших портів Балтійського моря, таких як Данциг, Таллінн і Рига.
24 листопада 1944 року о 05:57 «Ганзу» торпедував радянський підводний човен Л-21. «Ганза» пливла між Нюнесхамном і Вісбю та мала чітко освітлені бортові позначки зі шведськими кольорами, що вказувало на нейтральне судно, і на момент торпедування перебувала в територіальних водах Швеції. Радянський підводний човен ішов за «Ганзою» понад дві години, а потім випустив три торпеди. Одна з них спричинила сильний вибух, і корабель затонув за кілька хвилин. 84 людини загинули, двоє вижили, серед них капітан шведської армії Арне Молін. Двох, які вижили, врятували шведські тральщики «Ландсорт» (Landsort) і «Аргольма» (Arholma). Післявоєнні розслідування довели відповідальність радянського підводного човна Л-21 та його капітана Сергія Могилевського у загибелі «Ганзи». У 1992 році інформація, знайдена в російських архівах, підтвердила, що «Ганзу» потопив човен Л-21.
Рештки «Ганзи» лежать за 44 км на північ від Вісбю на глибині 100 м. Їх знайдено в 1988 році.

## Вшанування пам'яті
Меморіальна дошка в кафедральному соборі Вісбю вшановує затоплення корабля та загибель невинних людей. Також у соборі зберігається корабельний дзвін «Ганзи».